# Lanthanusa richardi
Lanthanusa richardi – gatunek ważki z rodziny ważkowatych (Libellulidae).